# Скиноаса
Скиноаса (рум. Schinoasa) — село в Каларашском районе Молдавии. Наряду с селом Цибирика входит в состав коммуны Цибирика.

## География
Село расположено на высоте 290 метров над уровнем моря.

## Население
По состоянию на 2001 год в селе проживало 400 человек. В результатах переписи населения 2004 года село не упоминается.